# Semiothisa smedleyi
Semiothisa smedleyi är en fjärilsart som beskrevs av Louis Beethoven Prout 1931. Semiothisa smedleyi ingår i släktet Semiothisa och familjen mätare. Inga underarter finns listade i Catalogue of Life.